# Brian Śmiały
Brian Śmiały, irl. Brian Bóruma mac Cennétig, ang. Brian Boru (ur. prawdopodobnie 941; zm. 23 kwietnia 1014) – król Munsteru od 978 i Irlandii od 1002 roku.
Syn Cennétiga mac Lorcáin, irlandzkiego króla Tuadmuman, i Bé Binn. W 978 roku pokonał i zabił Máela Muada, króla Munster, i został jego następcą. W 999 w bitwie pod Glen Mama pokonał króla Leinsteru. Później zdobył Dublin, gdzie spalił największą świętość wikingów – Drzewo Thora. W 1002 roku został królem Irlandii jako następca Máela Sechnailla. 23 kwietnia 1014 roku odniósł wielkie zwycięstwo nad wikingami pod Clontarf, jednak poległ w bitwie.

## Małżeństwa i potomstwo
Jego żonami były:
1. Mór ingen Eiden, córka Eidena mac Clériga,
2. Echrad ingen Carrlusa, córka Carrlusa mac Ailella, króla Uí Áeda Odba,
3. Gormlaith ingen Murchada, córka Murchad mac Finna, króla Laigen (Leinster) (porzucona przez Briana),
4. Dub Choblaig, zm. 1009, córka króla Connacht, prawdopodobnie Cathala mac Conchobaira.

Z pierwszego małżeństwa pochodzili synowie:
- Murchad (Murrogh) (poległ wraz z ojcem w bitwie pod Clontarf)
- Conchobar (jego losy nie są znane)
- Flann (jego losy nie są znane)

Z drugiego małżeństwa pochodził:
- Tadc mac Briain.

Z trzeciego małżeństwa pochodził:
- Donnchad mac Briain (zm. 1065; król Murnu).

Brian miał jeszcze czworo dzieci (syna i trzy córki), jednak źródła nie przekazały informacji, z którego związku króla pochodziły. Te dzieci to:
- Domnall (zm. 1011)
- Slani (Sláine Ní Bhriain, żona Sigtrygga Silkbearda, króla Dublina)
- Sadb (zm. 1048; żona Ciana, królewicza z Munster)
- Dub Essa (zm. 1052, prawdopodobnie nie wyszła za mąż)
- Bé Binn (zm. 1073, prawdopodobnie nie wyszła za mąż).